# 多羅戈布日區
多羅戈布日區（俄語：Дорогобужский район）是俄羅斯的一個區，位於該國西部，由斯摩棱斯克州負責管轄，面積1,771.99平方公里，2010年人口29,077，人口密度每平方公里16.41人。